# Bahnhof Bad Lausick
Der Bahnhof Bad Lausick ist eine Betriebsstelle der Bahnstrecke Leipzig–Geithain auf dem Gemeindegebiet von Bad Lausick im Landkreis Leipzig in Sachsen. Von 1936 bis 1947 war der Bahnhof an die heute abgebaute Bahnstrecke Borna–Großbothen angebunden. Das Empfangsgebäude ist denkmalgeschützt.

## Lage
Der Bahnhof liegt am Streckenkilometer 32,696 der Strecke Leipzig–Geithain. Er befindet sich im Zentrum des Orts. In der Station kreuzte die Strecke Borna–Großbothen, deren Gleise zurückgebaut wurden.

## Geschichte

### Bahnhofsname
Der Bahnhof trug vor der Verleihung des Status einer Kurstadt bis zum 15. Juli 1913 den Stationsnamen Lausigk.

### Geschichte des Bahnhofs

Bahnhof Lausigk um 1910

#### Vorgeschichte
Nachdem Leipzig Ende der 1830er Jahre und Chemnitz Anfang der 1850er Jahre einen Bahnschluss erhalten hatte, gab es noch keine direkte Verbindung zwischen beiden Städten. Deshalb bildeten sich in den 1850er Jahren erste Eisenbahnkomitees in den Orten im industriereichen Muldental und in weiteren Städten wie Borna, Burgstädt, Lausigk und Limbach, die den Bau einer Strecke von Leipzig nach Chemnitz über ihren Ort forderten. Nachdem zahlreiche Betriebe ihre Produktion in die Nähe des 1866 eröffneten Streckenabschnitts Borsdorf–Grimma der Bahnstrecke Borsdorf–Coswig verlagerten und die Postkutsche Leipzig–Lausigk–Rochlitz aufgegeben wurde, forderte man umso vehementer eine Bahnstrecke Leipzig–Geithain–Chemnitz. Erst im Jahr 1884, ein Jahrzehnt nach der Eröffnung der Bahnstrecke Neukieritzsch–Chemnitz im Jahr 1872 und der 1875 eröffneten Bahnstrecke Glauchau–Wurzen, erfolgte die Genehmigung des Baus der Bahnstrecke Leipzig–Geithain.

#### Der Bahnhof Bad Lausick

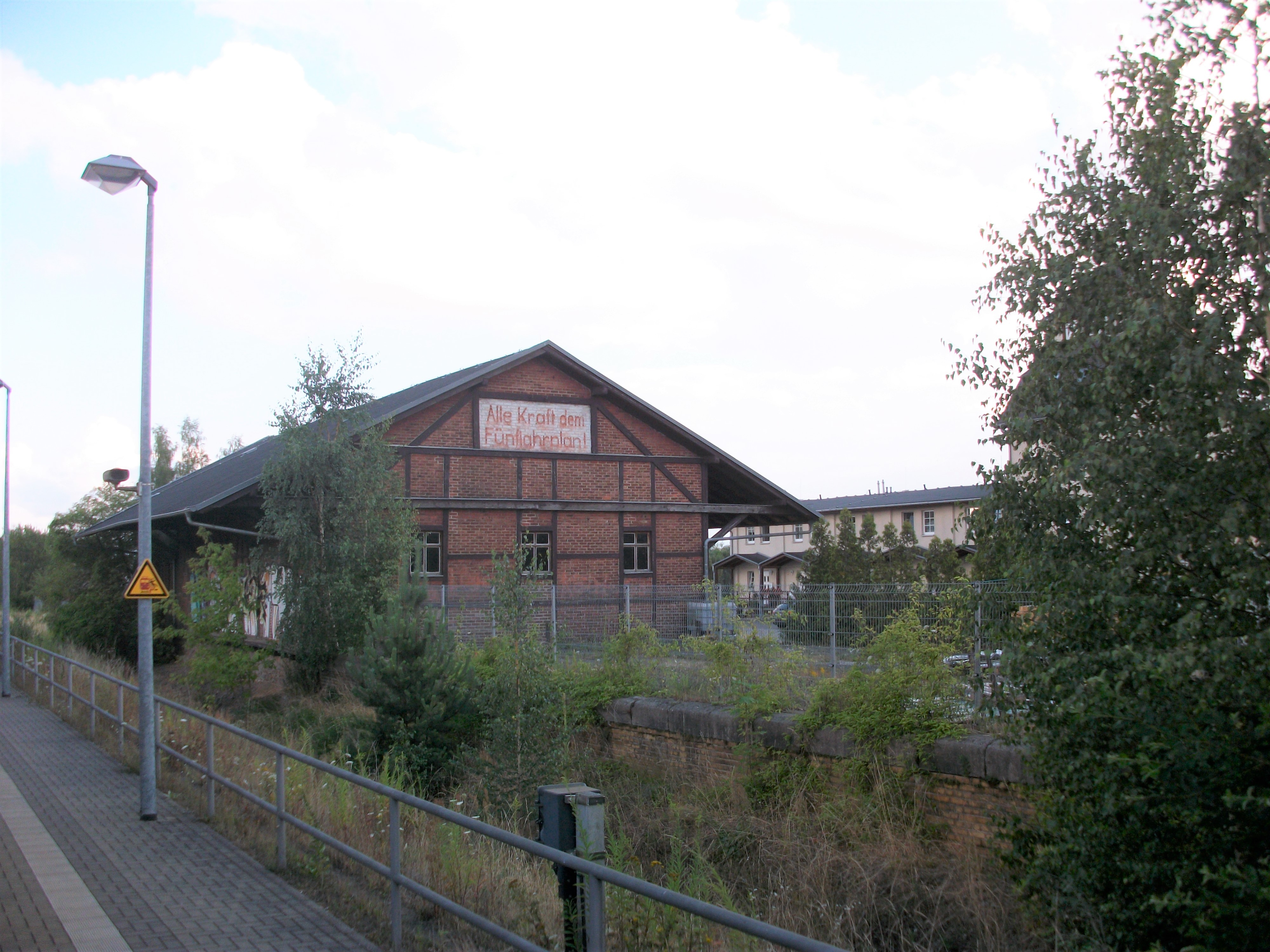
Bahnhof Bad Lausick, Güterschuppen (2018)

Bei der Betriebseröffnung der Bahnstrecke Leipzig–Geithain am 2. Mai 1887 war der Bahnhof Lausigk neben Liebertwolkwitz die wichtigste Zwischenstation der Bahnstrecke. Anfangs mit fünf Gleisen ausgestattet, wurde der Bahnhof bald aufgrund der gestiegenen Verkehrsleistungen erweitert. An Hochbauten erhielt die Station neben dem Empfangsgebäude u. a. einen Güterschuppen, eine Gleiswaage, eine Laderampe, eine Wasserstation und zwei Stellwerke. Unter anderem durch den Bahnanschluss entwickelte sich Lausigk zum Kurort, bis zum Ende des Ersten Weltkriegs hielten die auf der Strecke verkehrenden Schnellzüge hier nicht. Nachdem Lausigk im Jahr 1913 den Status einer Kurstadt mit dem Namenszusatz „Bad“ erhielt, änderte sich auch der Bahnhofsname in Bad Lausick.
Bereits Anfang der 1920er Jahre wurde der Bahnhof Bad Lausick für die lange geplante „Querbahn“ Borna–Großbothen umgebaut. Am 2. Oktober 1937 wurde die Gesamtstrecke eröffnet, nachdem bereits am 1. Juli 1936 das Teilstück Heinersdorf–Großbothen für den Güterverkehr freigegeben wurde. Bereits 1947 wurde diese Strecke als Reparationsleistung für die Sowjetunion wieder demontiert. Kurzzeitig war dafür das Teilstück Liebertwolkwitz–Bad Lausick der Bahnstrecke Leipzig–Geithain vorgesehen. Allerdings entschied man sich dann für die Strecke Borna–Großbothen. Am 30. September 1947 wurde die Strecke stillgelegt und nachfolgend abgebaut. Lediglich das Gleis von Bad Lausick nach Bad Lausick West (Heinersdorf) blieb als Anschlussgleis für ein Schamottewerk erhalten, es wurde bis zum Oktober 1952 noch befahren.
In den 2000er Jahren wurden die noch verbliebenen Gleisanlagen radikal bis auf zwei Gleise zurückgebaut, allerdings dient Bad Lausick noch heute als Kreuzungsbahnhof. Die Stellwerke W1 und B2 wurden im Jahr 2003 aufgelassen und der Personentunnel im Jahr 2004 neu gebaut.

## Zugverkehr
Heute (Stand 2022) verkehren auf der Strecke Leipzig–Geithain nur noch Züge des Schienenpersonennahverkehrs, die vom Zweckverband für den Nahverkehrsraum Leipzig bestellt und finanziert werden. Mit dem Regional-Express RE 6 (Chemnitz-Leipzig-Express) (seit Fahrplanwechsel im Dezember 2015: Transdev Regio Ost unter der Marketingbezeichnung Mitteldeutsche Regiobahn) besteht ein stündliches, schnelles Zugangebot zwischen Leipzig Hbf, Bad Lausick und Geithain. Diese Züge verkehren weiter nach Chemnitz Hbf. Ergänzt wird dieses Angebot durch die alle Unterwegshalte bedienenden, ebenfalls stündlich, mit Lücken, als RB 113 verkehrenden Nahverkehrszüge der Relation Leipzig–Geithain (seit 12. Juni 2016: DB Regio Südost, zuvor viele Jahre Transdev Regio Ost).